# 路家敏
路家敏（英語：Queenie Lo Ka-Man，1970年4月24日—）是香港1970年代末至1980年代初著名童星及兒歌歌手，祖籍湖北省，以演出香港電台兒童劇《小時候》飾演「何小敏」一角著名，年青時期擔任香港電台節目《少年警訊》主持，其後加入政府部門，任職入境事務處。

## 經歷

### 童星時期（1977年至1987年）
1977年，路家敏通過公開招考入選演出香港電台兒童劇《小時候》「何小敏」一角，與前男藝人王書麒飾演的「何家其」合演一對小兄妹，形象深入民心，因此其後有人直稱路家敏為「小敏」。街知巷聞的主題曲《小時候》亦由路家敏主唱。
1979年至1981年，路家敏先後推出多個兒歌專輯，包括《道理真巧妙》、《完全明白了》、《土風舞》及《小甜甜》等。當中有不少兒歌很有教育意義，例如與林子祥合唱的《有智慧不要浪費》及《萬能鐵甲人》等，提醒孩子要用功不要懶惰。當時很受大眾歡迎，更獲頒金唱片殊榮，成為當時年紀最小的得獎者。路家敏的兒歌至今已成為香港經典童謠的代表之一，當中《小太陽》、《小時候》、《道理真巧妙》及卡通片主題曲《小甜甜》最為人所熟悉。
路家敏熱心公益，1980年參加慈善籌款演唱會幫助柬埔寨的難民兒童。路家敏健康的形象被大眾公認為心目中的模範兒童。
1980年，路家敏主持香港電台兒童節目《快活谷》，《快活谷》是當年香港電台首個以兒童擔任主持的直播節目。
路家敏曾演出電影，在1980年與黃元申合演《錫晒你》及1981年時客串參演《忌廉溝鮮奶》。

### 年青時期（1988年至1993年）
1988年，路家敏主持香港電台節目《少年警訊》，直至1993年。
1989年，路家敏中學畢業後並於香港大學修讀社會工作及社會行政學，1993年並取得社會科學學士。
1999年，路家敏與王書麒再度合作演出香港電台兒童劇《小時候》的第二系列，飾演二十多年後的「何小敏」。故事延續「家其」和「小敏」長大後的生活，「小敏」成為了獸醫，不時幫助與太太分居的哥哥「家其」照顧他的子女。

### 近況（1993年至今）
1993年，路家敏離開香港電台淡出演藝界，在香港入境事務處工作。
2011年9月24日獲頒授香港入境事務長期服務獎章時任職高級入境事務助理員。
2018年9月24日，路家敏獲頒授香港入境事務長期服務獎章（加敍單條勳扣）。
2025年8月1日，路家敏達55歲之齡退休，離開入境事務處。此前最後假期為4月24日至7月31日。

## 外部連結
- .   [2014-04-29]. （原始内容存档于2014-07-05）.
- .   [2014-04-29]. （原始内容存档于2014-07-05）.
- .   [2020-09-19]. （原始内容存档于2016-03-05）.
- .   [2014-05-10]. （原始内容存档于2014-05-12）.
- .   [2014-05-10]. （原始内容存档于2012-08-28）.
- .   [2014-05-04]. （原始内容存档于2016-09-19）.
- .   [2014-05-10]. （原始内容存档于2014-05-12）.